# Пелип Дмитро Петрович
Дмитро Петрович Пелип (псевдо: «Ем», «М22», «Євшан»; 1910 с. Равське, нині Жовківський район, Львівська область— 7 листопада 1944, с. Яструбичі, Радехівський район, Львівська область — військовий діяч УПА, командир куреня «Галайда».
Лицар Золотого Хреста Бойової Заслуги 1-го класу (04.1945, посмертно).

## Життєпис
Народився в 1910 році в с. Равському (нині — Жовківського району, Львівської області, Україна). До війни служив у польській армії. 29 січня 1936 року за участь в ОУН заарештований польською поліцією та засуджений на 4 роки.
З 1941 року служив у «Нахтігалі», де здобув ранг десятника. Після звільнення з леґіону в 1942 році організував у Рава-Руському районі боївку ОУН, що проводила успішні сутички з гітлерівцями. В лютому 1944 р. боївка увійшла до складу сотні Тараса Онишкевича («Галайди»), а Дмитро Пелип став чотовим. Весною 1944, після загибелі в бою командира, очолив сотню «Галайди».
Весною сотня «Ема» проходила військовий вишкіл у лісах біля села Медвежі, тримаючи зв'язок з сотнею «Залізняка», котра, під командуванням Івана Шпонтака, також отаборилася неподалік у Гораєцьких лісах.
У травні 1944 року командування УПА призначило «Ема» курінним, пізніше він став командиром ТВ Сокальсько-Равської округи. Весною 1944 року курінь «Ема» розташувався поблизу села Карова, де проводив бойові дії проти німців, партизанів Сидора Ковпака й польських банд.
У червні-жовтні 1944 року курінь у складі сотень «Галайди», «Куліша», «Беркута», «Недолугого» вів бої на Радехівщині, Сокальщині, Грубешівщині й Холмщині.
19 серпня 1944 року курінь Пелипа поблизу села Пирятина вступив у бій з каральними загонами НКВС у складі дивізії Першого Українського фронту та прикордонників (близько 3 000 військових) за підтримки артилерії та авіації. В результаті боїв сили ворогів були вщент розбиті: близько 300 загиблих (у тому числі генерал-лейтенант, заступник командувача Першим Українським фронтом), декілька сотень поранених, знищено декілька танків та літак. Частини УПА втратили 18 вояків вбитими.
Наказом ГВШ УПА ч. 10/44 від 25.12.1944 року «Євшан» підвищений до ступеня поручника з датою старшинства 15.10.1944 р.
4 листопада 1944 року курінний, командир ТВ УПА Пелип Дмитро «Ем», «Євшан» був смертельно поранений у с. Яструбичах Радехівського району, помер від ран через три дні 7 листопада 1944 року.

## Нагороди. Пам'ять
Похований у с. Радванцях. 29 вересня 1991 року перепохований у с. Равському.
Згідно з наказом ГВШ ч. 1/45 від 25 квітня 1945 року, хорунжий Дмитро Пелип — Євшан, командир куреня «Галайда» ВО 2 «Буг» нагороджений Золотим Хрестом Бойової Заслуги першого класу (посмертно).